# 130. inženirska brigada (ZDA)
130. inženirska brigada (izvirno angleško 130th Engineer Brigade) je bila inženirska brigada Kopenske vojske Združenih držav Amerike.